# 知能犯
| ウィキペディアには「知能犯」という見出しの百科事典記事はありません（タイトルに「知能犯」を含むページの一覧/「知能犯」で始まるページの一覧）。 代わりにウィクショナリーのページ「知能犯」が役に立つかもしれません。 |